# Acide adipique
L'acide adipique ou acide 1,6-hexanedioïque est un diacide carboxylique aliphatique. Il se présente comme une poudre blanche, surtout utilisée pour la fabrication du nylon, et plus généralement pour la synthèse des polyamides.
C'est également un additif alimentaire (E355) utilisé pour acidifier des boissons non alcoolisées ou contrôler l’acidité des cosmétiques. Il contribue aussi au goût acide des betteraves.

## Chimie
De formule CO2H(CH2)4CO2H, il se présente sous forme d'un solide cristallisé blanc. Il possède un groupe acide à ses 2 extrémités, comme l’acide téréphtalique, avec possibilité de développer des chaînes à chacune de ses extrémités. Par estérification avec un alcool double, tel l’éthylène glycol, il formera un polyester. Il peut également donner un polyamide.

## Utilisation

### Généralités
L'acide adipique est l'un des deux produits intermédiaires de base dans la fabrication du « Polyamide 6,6 », encore appelé « NYLON 6,6 ».
Le « Polyamide 6,6 » est un produit technique dont les débouchés principaux sont l'automobile, les produits électriques, l'habillement et les produits de loisirs.
Dans un marché mondial en croissance de 3 % par an depuis 1970, la production réalisée en France représente environ 30 % de la production de l'Europe de l'Ouest (évaluée à 820 000 T par an) et induit environ 1000 emplois directs[réf. nécessaire].

### Procédé de fabrication et émissions de N2O
L'oxydation du mélange cyclohexanol-cyclohexanone par l'acide nitrique, conduit à une coproduction d'acide adipique, de protoxyde d'azote gazeux (N2O): environ 0,3 tonne de N2O pour 1 tonne d'acide adipique, et - en moindre quantité - de NOx. Le N2O et un puissant gaz à effet de serre  
En 2022, seule l'usine Alsachimie de Chalampé produit cet acide, avec des effluents gazeux contenant de 40 à 65 % de N2O qui est, ici et depuis 1998, épuré par un procédé thermique permettant de synthétiser de l'acide nitrique p(ar absorption des NOx formés) ; un système catalytique traite les NOx avant rejet dans l'atmosphère. En 2021, sa production a connu un effet rebond à la suite de la crise sanitaire, pour arriver à « 39 % au-dessus du niveau de 1990. En 2022, la production a connu une nouvelle baisse
abrupte (-30 % comparé à 2021), et le niveau est redescendu en dessous de celui de 1990 », selon le CITEPA (2020).

## Environnement
La production d'acide adipique, avec celle de l'acide nitrique est la première source d'émission de protoxyde d'azote (N2O) par l'industrie dans le monde. Ce N2O gaz est à la fois un gaz à effet de serre qui contribue au réchauffement du climat et un gaz dont l'émission anthropique est co-responsable de la destruction de la couche d'ozone (mais qui n'a pas été retenu par le protocole de Montréal).

## Commerce
La France, en 2014, est nette importatrice d'acide adipique, d'après les douanes françaises. Le prix moyen à la tonne à l'import était de 1 500 €.